# Alive (Hiromi Uehara)
| Recensione | Giudizio |
| ---------- | -------- |
| Allmusic   |          |

Alive è il terzo album di Hiromi Uehara Trio Project col bassista Anthony Jackson e il batterista Simon Phillips.

## Tracce
1. Alive (9:04)
2. Wanderer (8:57)
3. Dreamer (8:31)
4. Seeker (7:25)
5. Player (9:12)
6. Warrior (8:54)
7. Firefly (7:28)
8. Spirit (8:13)
9. Life Goes On (6:49)

## Formazione
- Hiromi Uehara - piano
- Anthony Jackson - basso
- Simon Phillips - batteria